# واکنش زینین

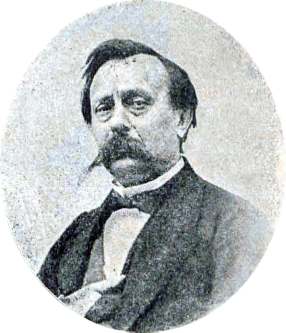
نیکولای زنین

واکنش زینین یا کاهش زینین توسط یک شیمیدان آلی روسی به نام نیکولای زنین (به روسی:Николай Николаевич Зинин) (اوت سال ۱۸۱۲ شوشی – ۱۸ فوریه ۱۸۸۰، سن پترزبورگ). این واکنش موجب تبدیل ترکیبات نیترو آروماتیک مانند نیتروبنزن به آمینها به وسیلهٔ کاهش سدیم سولفید می‌گردد.

## مکانیسم واکنش
استوکیومتری واکنش به صورت زیر است:
ArNO2 + 3 H2S → ArNH2 + 3 S + 2 H2O

## نمونه‌های دیگر
- کاهش ۶٬۴ (۶٬۵)-دی‌نیترو و ۶٬۵-دی‌نیتروبنزایمیدازول[۴]